# Возний Кость Гнатович
Во́зний Ко́сть Гнатович (1887 — пом. 5 червня 1919, Житомир) — український військовий діяч, полковник, командир полку Дієвої Армії УНР, військовий комендант міста Житомир.

## Життєпис

Могила Омеляна Сеника та Миколи Сціборського праворуч, а ліворуч - Костя Возного

Комендант Житомира в січні—лютому 1918 р. та з листопада 1918 р. до середини квітня 1919 р. (до залишення міста українськими військами). 11 лютого 1919 р. очолив щойно створене Волинське губернське українське національне товариство. 3 березня цього ж року як комендант Житомира видав наказ — до 15 березня замінити всі російські вивіски і герби Російської імперії на українські. За невиконання наказу передбачався грошовий штраф. Після цього виїхав до Рівного, де був призначений командиром 50-го пішого Новоград-Волинського (Звягельського) полку Дієвої армії УНР.
Наприкінці квітня 1919 р. захворів на тиф, був залишений у рівненській лікарні після відходу з міста українських військ. Потрапив до більшовицького полону, вивезений ЧК до Житомира, де був підданий жорстоким тортурам та вбитий.

Обставини смерті вдалося встановити після визволення Житомира українськими військами 21 серпня 1919 р. Житомирські газети того часу повідомляли, що 
|  | «в саду барона де Шодуара по Бульварній вул. розкопано кілька ям, з котрих викопано 15 трупів. Опізнано одного — се бувшого коменданта Житомира — Возного. Врачебна комісія установила, що він був дуже хворий і що його не розстріляно, а пробито багнетом під ліве ребро, з нього вийшло багато крові.» |

2 вересня 1919 р. влада УНР організувала урочистий похорон Костя Возного на кладовищі Житомирського кафедрального собору. Однак вже 17 вересня більшовики знов захопили місто, тому могилу, напевно, знищили. Точне місце поховання невідоме. Орієнтовно, це сквер біля Преображенського собору Житомира, або (за иншою версією) подвір'я цього ж собору.